# Klaas Fokkinga
Klaas Fokkinga (Drogeham, 20 oktober 1953) is een Nederlandse FNP-politicus en bestuurder.

## Biografie

### Opleiding en loopbaan
Fokkinga ging tot 1965 naar de school met de Bijbel in Drogeham en tot 1972 naar het Christelijke Lyceum in Zwolle. Tot 1978 ging hij naar de pedagogische academie in Zwolle en Dokkum. Tot 2016 was hij werkzaam als directeur/bestuurder in het protestants-christelijk onderwijs.
Vanaf 2011 tot 2020 was Fokkinga eigenaar van een onderwijsadviesbureau en sinds 1999 secretaris/penningmeester van de Stichting AEDE Nederland. Van 2016 tot 2018 was hij interim-voorzitter van voetbalvereniging Broekster Boys in Damwâld na eerder reeds 6 jaar deze functie te hebben bekleed.

### Politieke loopbaan
Fokkinga was namens de FNP van 2010 tot 2015 lid van de gemeenteraad van Dongeradeel en van 2015 tot 2019 lid van de Provinciale Staten van Fryslân als woordvoerder Verkeer en Vervoer, Water en Ruimte en Wonen.
Van 2020 tot 2023 was Fokkinga namens de FNP lid van de Gedeputeerde Staten van Fryslân als opvolger van de naar Noardeast-Fryslân vertrokken Johannes Kramer. In zijn portefeuille had hij Agrarisch Fryslân/Landbouw, Aanpak Stikstof, Leefberens, Regionale samenwerking, IMF en Leader, Breedband, Cultureel erfgoed en archeologie, Wonen, Soortenbeleid: Beheer- en schadebestrijding, Holwerd aan Zee, Versnellingsagenda NO-Fryslân, Gebiedsontwikkeling DCA/Kansen in Kernen en EU – Comité van de Regio’s.

### Persoonlijk
Fokkinga is geboren in Drogeham en woonachtig in Nes, Noardeast-Fryslân.